# Фам Нгок Тхань
Фам Нгок Тхань (вьет. Phạm Ngọc Thanh, род. 1971) — вьетнамская шахматистка, мастер ФИДЕ среди женщин.

## Шахматная карьера
Одна из сильнейших шахматисток Вьетнама 1980—1990-х гг.
Чемпионка Вьетнама 1987 и 1990 гг.
В составе сборной Вьетнама участница шахматных олимпиад 1990 и 1992 гг. (оба раза выступала на 2-й доске). На олимпиаде 1990 г. обратила на себя внимание ничьей с С. Полгар и победой над А. Вагнер-Михель.
В 1993 г. представляла Вьетнам в зональном турнире.
После 2004 г. не участвует в соревнованиях высокого уровня.

## Основные спортивные результаты
| Год  | Город    | Соревнование                                | + | − | = | Результат | Место |
| ---- | -------- | ------------------------------------------- | - | - | - | --------- | ----- |
| 1987 | Ханой    | Чемпионат Вьетнама                          |   |   |   |           | 1     |
| 1990 | Ханой    | Чемпионат Вьетнама                          |   |   |   |           | 1     |
|      | Нови-Сад | XIV Олимпиада (сборная Вьетнама, 2-я доска) | 6 | 1 | 5 | 8½ из 12  |       |
| 1992 | Манила   | XV Олимпиада (сборная Вьетнама, 2-я доска)  | 5 | 4 | 2 | 6 из 11   |       |
| 1993 | Джакарта | Зональный турнир                            | 5 | 5 | 2 | 6 из 12   | 6—7   |
| 2000 | Хюэ      | Чемпионат Вьетнама                          |   |   |   |           | [ 7 ] |
| 2004 | Далат    | Чемпионат Вьетнама                          |   |   |   |           | [ 8 ] |

## Изменения рейтинга
| Графики недоступны из-за технических проблем. См. информацию на Фабрикаторе и на mediawiki.org. |